# Adijabatska temperatura izgaranja
Proces adijabatskog izgaranja podrazumijeva odsutnost bilo kakvih gubitaka topline u okolinu. Prema tome, sva se toplina izgaranja troši na zagrijavanje produkata izgaranja. Temperatura koju bi plinovi tada imali, naziva se adijabatska temperatura izgaranja. 
Kod procesa izgaranja, postoje dvije vrste adijabatske temperature izgaranja, ovisno o tome kako je proces završen, s konstantnim obujmom i s konstantnim tlakom. 
- Adijabatska temperatura izgaranja s konstantnim obujmom je temperatura koja je rezultat potpunog izgaranja, koja se pojavljuje bez ikakvog rada, prijenosa topline, te mijenjanja kinetičke i potencijalne energije.

- Adijabatska temperatura izgaranja s konstantnim tlakom, je temperatura koja je rezultat potpunog izgaranja, koja se pojavljuje bez prijenosa topline, te mijenjanja kinetičke i potencijalne energije. Ova je temperature niža od temperature u procesu s konstantnim obujmom, zato što se jedan dio energije troši na promjenu obujma (obavlja rad).

Pogrešno se misli da je adijabatska temperatura izgaranja maksimalna temperatura koja se može dobiti od danih kemijskih tvari, zato što prijenos topline između elemenata i nepotpuno izgaranje, smanjuje temperaturu izgaranja. Pokazalo se da neka goriva bogata acetilenom i metanom, mogu premašiti adijabatsku temperaturu izgaranja za par stotina ºC.

## Uobičajeni plameni
U svakodnevnom životu, većina izgaranja odnosi se na organske tvari, kao što su drvo, vosak, mast, propan ili benzin. Adijabatska temperatura izgaranja s konstantnim tlakom takvih tvari je u uskom području oko 1950 °C. To je zato što je to stehiometrijski sličan postupak: izgaranje organskih tvari s n ugljika, uključuje razbijanje približno 2n C-H veza, n C-C veza i 1,5n O2 veza, da bi se dobilo otprilike n CO2 molekula i n H2O molekula.

## Uobičajene temperature plamena
Kod standardnog tlaka 1 bar i temperature 20 °C, tablica pokazuje adijabatske temperature izgaranja za razne plinove s konstantnim tlakom. Vrijednosti se odnose za stehiometrijski odnos goriva i oksidansa φ = 1. 
| Gorivo                         | Oksidans | {\displaystyle T_{ad}} (°C) | {\displaystyle T_{ad}} (°F) |
| ------------------------------ | -------- | --------------------------- | --------------------------- |
| Acetilen (C2H2)                | zrak     | 2500                        | 4532                        |
| Acetilen (C2H2)                | kisik    | 3480                        | 6296                        |
| Butan (C4H10)                  | zrak     | 1970                        | 3578                        |
| Cianogen (C2N2)                | kisik    | 4525                        | 8177                        |
| Dicianoacetilen (C4N2)         | kisik    | 4990                        | 9010                        |
| Etan (C2H6)                    | zrak     | 1955                        | 3551                        |
| Vodik (H2)                     | zrak     | 2210                        | 4010                        |
| Vodik (H2)                     | kisik    | 3200                        | 5792                        |
| Metan (CH4)                    | zrak     | 1950                        | 3542                        |
| Zemni plin                     | zrak     | 1960                        | 3562                        |
| Propan (C3H8)                  | zrak     | 1980                        | 3596                        |
| Propan (C3H8)                  | kisik    | 2526                        | 4579                        |
| MAPP plin Metilacetilen (C3H4) | zrak     | 2010                        | 3650                        |
| MAPP plin Metilacetilen (C3H4) | kisik    | 2927                        | 5301                        |
| Drvo                           | zrak     | 1980                        | 3596                        |
| Petrolej                       | zrak     | 2093                        | 3801                        |
| Lagano loživo ulje             | zrak     | 2104                        | 3820                        |
| Srednje loživo ulje            | zrak     | 2101                        | 3815                        |
| Teško loživo ulje              | zrak     | 2102                        | 3817                        |
| Bitumenski ugljen              | zrak     | 2172                        | 3943                        |
| Antracit                       | zrak     | 2180                        | 3957                        |
| Antracit                       | kisik    | ≈2900                       | ≈5255                       |